# Octan srebra
Octan srebra – organiczny związek chemiczny, sól srebrowa kwasu octowego. Jest światłoczułą, białą krystaliczną substancją stosowaną jako pestycyd. W połączeniu z dymem tytoniowym wywołuje nieprzyjemny smak, dzięki czemu jest stosowany w gumach do żucia pomagających rzucić palenie.